# Jüan-čou (Ťiang-si)
Jüan-čou (čínsky pchin-jinem Yuánzhōu, znaky 袁州) je městský obvod v městské prefektuře I-čchun v provincii Ťiang-si Čínské lidové republiky. Leží na východě provincie. Má 2532 km², k roku 2006 mělo 1 009 600 obyvatel.